# لی هوئه-تایک
لی هوئه-تایک (انگلیسی: Lee Hoe-taik؛ زادهٔ ۱۱ اکتبر ۱۹۴۶) بازیکن سابق و مربی فوتبال اهل کره جنوبی است.
از باشگاه‌هایی که در آن بازی کرده‌است می‌توان به باشگاه فوتبال تنگستن، باشگاه فوتبال پوهانگ استیلرز، و باشگاه فوتبال یانگزی اشاره کرد.
وی همچنین در تیم‌های ملی فوتبال زیر ۲۰ سال کره جنوبی و کره جنوبی بازی کرده‌است.